# Teodoro Bronzini
Teodoro Bronzini (Buenos Aires, 10 ottobre 1888 – Mar del Plata, 20 agosto 1981) è stato un politico e giornalista argentino.
Fu membro del partito socialista e uno dei più importanti sindaci nella storia di Mar del Plata, dove lavorò e si occupò di politica per più di 60 anni.
È unanimemente riconosciuto per la sua onesta ed efficiente gestione delle finanze pubbliche.

## Vita e carriera
Nacque il 10 ottobre 1888, nel quartiere di La Boca, Buenos Aires. I suoi genitori erano immigrati italiani di Porto Recanati (a quel tempo frazione di Recanati), paese delle Marche sulla costa adriatica.
Era figlio di Juan Bronzini, comandante di peschereccio in Italia, che in Argentina lavorò nel settore della pesca, dapprima nel Río de la Plata e quindi a Mar del Plata, dove con la famiglia si stabilì nel 1892.
Sua madre si chiamava Luisa Giorgetti. All'età di 8 anni lavorava già in uno stabilimento balneare sulla celebre spiaggia Bristol; in seguito lavorò come strillone all'Hotel Bristol.
Terminò gli studi di ragioneria, che lo prepararono all'attività di consulenza commerciale e, in un periodo successivo della sua vita, all'insegnamento della contabilità e della matematica.
Dal 1937 intraprese l'attività assicurativa che, insieme al giornalismo, sarebbe stata la sua principale occupazione per il resto della sua vita, al di là del suo ruolo politico.

## Affiliazione al Partito socialista
Bronzini entra nel partito socialista nel mese di aprile 1915 e il 7 dicembre fonda il settimanale El Trabajo, diventandone il primo direttore. Dal 1920 fino alla sua chiusura nel 1974, fu il principale giornale socialista in Provincia di Buenos Aires.
Bronzini e altri editorialisti svilupparono una lotta permanente a favore dei principi socialisti di giustizia sociale e di democrazia, con grandi aperture verso le libertà pubbliche, favorendo una gestione adeguata e onesta degli interessi pubblici sotto l'egida dello Stato e la lotta senza quartiere alle pretese del governo centrale sull'autonomia comunale.
Nel 1917 aderì per la prima volta al Consiglio deliberativo in rappresentanza del Partito Socialista e fu rieletto anche per il 1918-19. Il successo elettorale del novembre 1919 consacrò sindaco il socialista Bronzini, risultato rivoluzionario in una città come Mar del Plata, che era rifugio estivo dell'alta classe argentina e dei suoi simpatizzanti locali.
Mar del Plata fu la prima città del Sudamerica ad avere un sindaco socialista. 

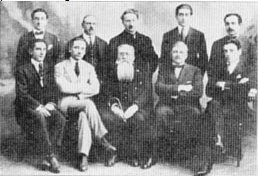
Primo governo socialista di Mar del Plata (Argentina). Teodoro Bronzini è il secondo seduto da sinistra.

Questo primo periodo (1920-21) fu interrotto per pochi mesi da un intervento del tutto arbitrario del governo provinciale, che dopo una sentenza giudiziaria dovette ridargli la carica. 

Dal 1922 al 1923 fu eletto sindaco l'assessore socialista Rufino Inda.
Bronzini ritornò in carica per dal 1924, fu consigliere nel 1926 e di nuovo sindaco per il 1928-1929. Anche questo mandato fu interrotto da un altro intervento illegale nel settembre 1929, a soli 60 giorni dal suo successo elettorale, con lo scopo di evitare un nuovo sindaco socialista. Il treno che doveva portare Bronzini a Dolores, per essere giudicato per la presunta accusa di corruzione, parti in ritardo perché gran parte della città era scesa sui binari e ne impediva la partenza, a riprova del grande affetto della cittadinanza per il suo sindaco.

Un'importante prova della popolarità e del consenso dell'amministrazione socialista della città durante gli anni venti sono le due vittorie elettorali consecutive, allorché il partito si affermò con una percentuale superiore al 50% e, a maggior ragione, in un momento politico che vedeva al governo nazionale e provinciale schieramenti avversi.
Bronzini è stato anche nominato commissario provinciale per il periodo 1921-1922, 1925-1928 e 1930 fino al colpo di Stato militare del 6 settembre 1930.

È possibile sostenere che questa doppia carica, provinciale e locale, era destinata a offrire l'immunità legislativa a tutela della autonomia comunale.

### La Massoneria
Nello stesso tempo, fu presidente della loggia massonica Logia Masonica 7 de Junio de 1891, che esiste ancora a Mar del Plata.

Dal 1939 ha fortemente lottato per la laicità nella società, in conformità con "le tradizioni liberali dell'Argentina"

La loggia ha pubblicato un tributo a Bronzini poco dopo la sua morte.

## L'epoca della "frode patriottica"
Mentre il governo militare del generale José Félix Uriburu fingeva di ripristinare la democrazia chiamando alle elezioni nel 1931, il voto popolare venne di fatto scavalcato in diverse province da brogli elettorali, specialmente a Buenos Aires, dove la truffa raggiunse livelli scandalosi. 

A Mar del Plata, durante la prima elezione comunale degli anni trenta, e nonostante le frodi evidenti, i socialisti ebbero la rappresentanza in seno al Consiglio Deliberativo, integrato tra gli altri da Bronzini, che si batté in particolare per la difesa degli interessi popolari.

In quegli anni fece notizia il suo sostegno alla cooperativa per l'energia elettrica e la denuncia del contratto con la scandalosa Compania Argentina de Electricidad (CADE), mentre a Buenos Aires ebbe luogo la questione della famosa Chade. 

Durante quel periodo, conosciuto in Argentina come la década infame, i brogli elettorali e il gerrymandering impedirono ai socialisti di ottenere seggi nel Consiglio locale e altrove. 

Finalmente Bronzini ottenne una rappresentanza nel consiglio provinciale per il periodo 1933-1936, dove si batté strenuamente, attraverso i dibattiti sul bilancio, a favore di un rigoroso rendiconto dei fondi pubblici e denunciò dettagliatamente vizi e abusi del governo conservatore, incalzando per un severo controllo del deficit pubblico. Nel 1934 fu membro della convenzione per la riforma della Costituzione provinciale.

## Peronismo e oltre
Il regime conservatore cadde come conseguenza del golpe militare del 1943, seguito da un governo militare e poi dalla presidenza di Perón.
Bronzini venne restituito alla legislatura per i periodi 1948-51 e 1952-55 fino al colpo di Stato militare del 16 settembre 1955.

Questa legislatura lo vide come forte sostenitore della libertà di parola e della responsabilità finanziaria nella spesa pubblica. 

Nel 1957 fu eletto rappresentante per la convenzione di Santa Fe, che riformò la Costituzione nazionale, durata fino alla riforma del 1994.
Nel 1958 ci furono nuove elezioni comunali, questa volta per un periodo di quattro anni. Nel 1962, quando il presidente Arturo Frondizi annullò le elezioni del marzo di quell'anno, il governo risultante provinciale prorogò i mandati di un certo numero di governi comunali, tra i quali il distretto di Mar del Plata; come risultato, Bronzini continuò ad essere sindaco fino ad aprile 1963. 

Dopo il rinnovo dei poteri costituzionali nel mese di ottobre 1963, Bronzini venne eletto senatore provinciale, rimanendo in carica fino al colpo di Stato militare del 28 luglio 1966. Durante questo mandato, che fu l'ultima posizione pubblica esercitata da Bronzini, svolse un ruolo chiave nella modifica delle leggi del Banco de la Provincia de Buenos Aires. Nella sua proposta, la banca avrebbe dovuto concedere prestiti ai comuni proporzionalmente alle imposte che dovevano versare alla Provincia.
Morì il 20 agosto 1981, a Mar del Plata.